# Pedro Froilaz
Pedro Froilaz (ca. 1075-1128), conde de Traba (Trava en la ortografía de la época), fue un personaje fundamental en la historia de Galicia, principalmente por habérsele encomendado la educación del futuro rey Alfonso VII y por su colaboración con el obispo Gelmírez en la política gallega de la época.

## Orígenes
Fue hijo de Froila Bermúdez (nacido alrededor de 1045) y su primera mujer, Elvira de Faro, hija de Menendo Bermúdez de Faro y de Ilduara Gutiérrez. Tuvo como hermanos a Gonzalo, obispo de Mondoñedo entre 1071 y 1108/09, Rodrigo, casado con Guncina González, con descendencia, y Visclávara Froilaz, monja en el monasterio de San Martín de Jubia, así como dos medias hermanas, Munia y Ermesinda Froilaz, hijas de su padre y de Lucía, su segunda esposa. Se crio en la corte del rey Alfonso VI.

## Apoyo de Raimundo de Borgoña
Pedro Froilaz descendía de un linaje con vocación de dominio en Galicia y de enorme influencia en la corte de León. Al mismo tiempo, su esposa Urraca Froilaz pertenecía a una familia no menos importante, pero dos acontecimientos resituaron la posición hegemónica de esta familia:

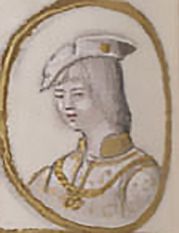
García de Galicia, rey a quien apoyó el padre de Pedro.

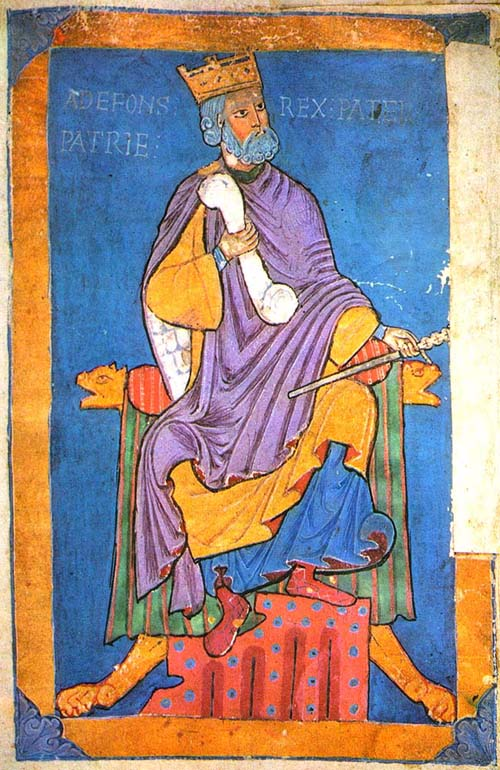
Alfonso VI, vencedor de García.

Por un lado, el encarcelamiento de García de Galicia, a quien Froila Bermúdez había apoyado, por parte de Alfonso VI de León; por otro lado la derrota del conde gallego rebelde Rodrigo Ovéquiz, también por Alfonso VI de León.
Esto obligó a la familia de los Traba a recomponer su papel de influencia en el espacio político galaico. De este modo, Pedro Froilaz supo que para mantenerlo debía convertirse en hombre de confianza del conde Raimundo de Borgoña, a quien Alfonso VI había cedido el gobierno del reino de Galicia. El grado de independencia de este conde y su poder militar daba posibilidades de crecimiento social y político a los Traba, máxime cuando el ámbito de actuación de Raimundo, fuera de la propia Galicia, lo iba configurando en el más serio candidato a la sucesión de Alfonso VI.
Los amplios dominios de Pedro, al norte del río Tambre, condado de Trastámara, garantizaban a Raimundo fidelidad de todas las villas y presuras desde el puerto de Noya hasta el golfo Ártabro.
Froilaz aparece reflejado en los documentos de Raimundo: en 1095 plasmó su firma en la concesión de un salvoconducto a los mercaderes de Santiago de Compostela. En 1096 firmó una concesión de Raimundo a favor del obispado de Mondoñedo. En 1096 apareció en una permuta de villas entre Raimundo y el Monasterio de San Lorenzo de Carboeiro. En 1107, participó en una escritura de donación de Raimundo a la Iglesia de Santiago. Asimismo, impartió justicia en nombre del rey incluso fuera de Galicia.
Su posición preeminente se ve demostrada en que Raimundo de Borgoña y su esposa Urraca, hija de Alfonso VI, le confiaron en 1105 la educación de su hijo Alfonso Raimúndez, futuro Alfonso VII.

## Principis Gallecie

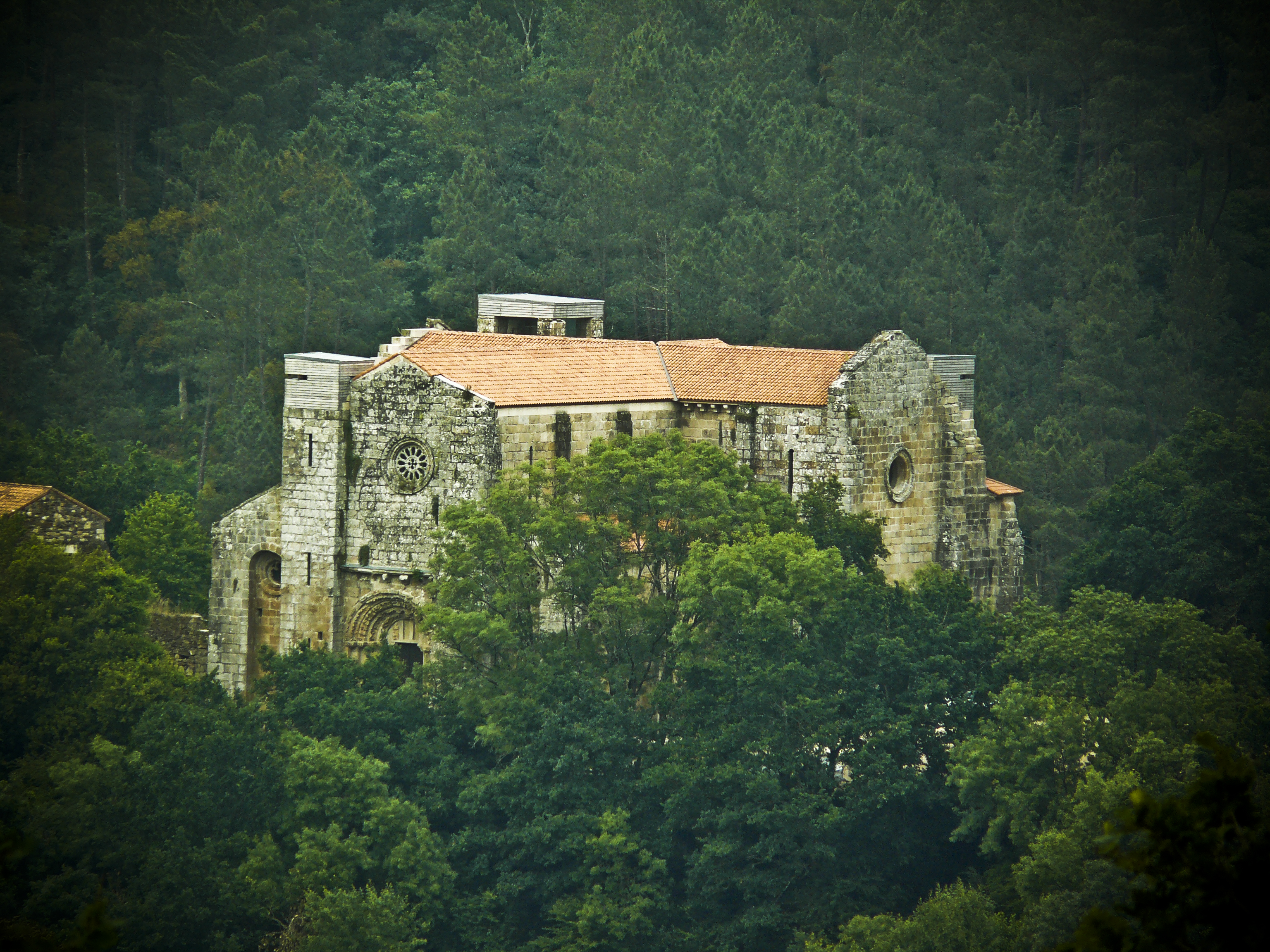
Monasterio de Carboeiro.

En 1107, agonizante ya, Raimundo llamó a sus leales, confirmó la tutoría de su hijo a cargo de su principal defensor, Pedro Froilaz, y recabó de todos ellos la máxima lealtad para quien debería ser el joven soberano de Galicia.
En ese momento el liderazgo en Galicia de Pedro Froilaz es total y sin intermediarios. De hecho, a partir de 1107 firmaba como conde de Galicia e, incluso, en 1108, realizó una donación al monasterio de Caaveiro como Principis Gallecie. Urraca, fallecido también su padre, miraba ya por su destino al frente de los territorios de la corona de León y, necesitada de apoyos, se casó con Alfonso I el Batallador, rey de Navarra y Aragón. este se hizo dueño de Castilla y de León, provocando la inmediata reacción de Pedro Froilaz. Aglutinando a lo más granado de la nobleza gallega, proclamó como rey de Galicia a Alfonso Raimúndez, su protegido en 1109, apoyándose en el testamento de Alfonso VI. En él se garantizaba la soberanía de su nieto sobre el Reino de Galicia en el caso de que Urraca se volviera a casar, tal como había acontecido.
Tropas castellanas, leonesas y aragonesas mandadas por Alfonso el Batallador invadieron Galicia, venciendo en Monterroso al ejército gallego de Pedro Froilaz. La violencia de las tropas del aragonés le restó apoyos en Galicia. Esto permitió a Pedro Froilaz recuperarse y, en tres meses, volverse a hacerse con el control de Galicia (abril de 1110) y expulsar a las fuerzas invasoras.

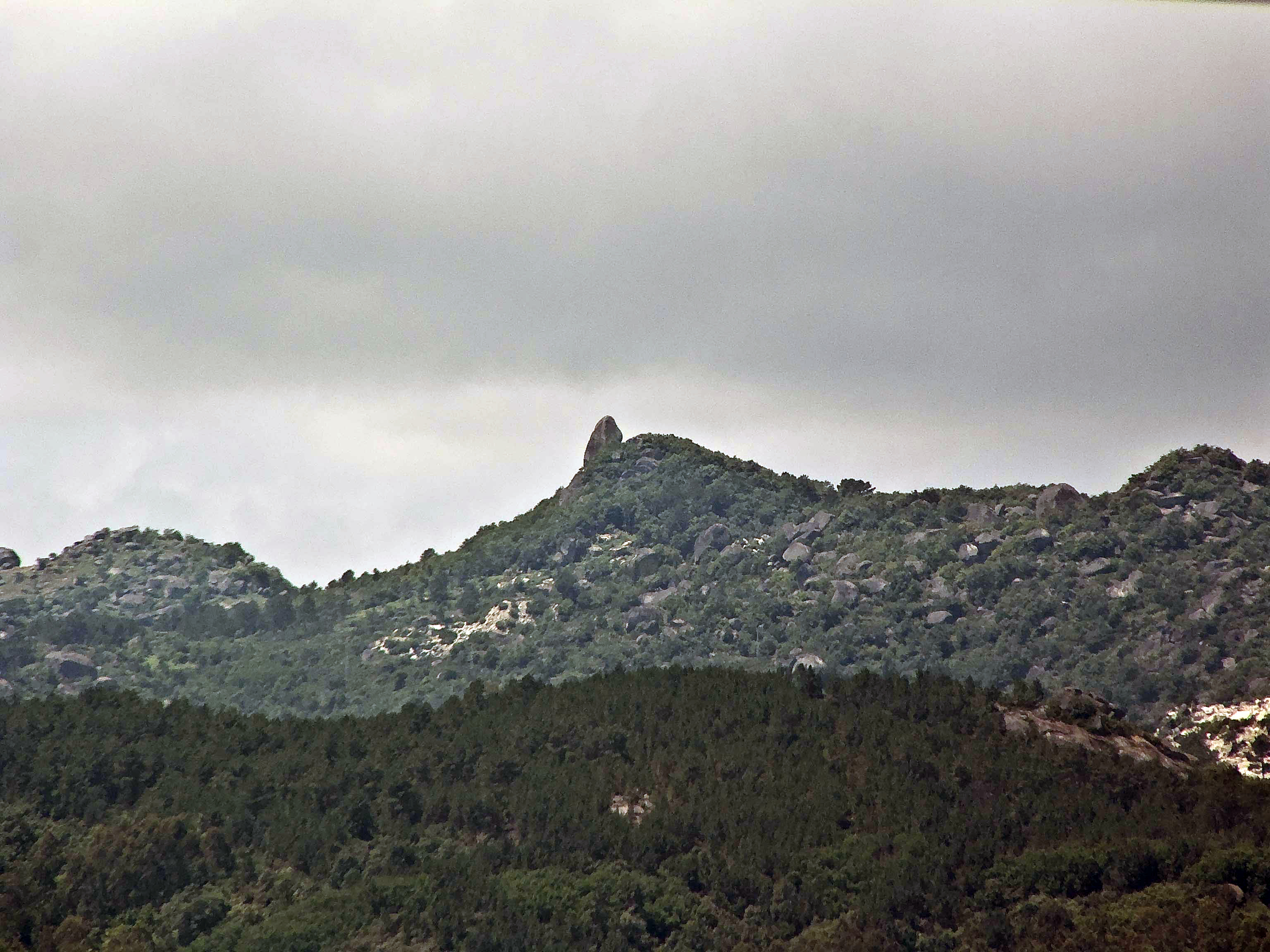
Pena Corneira, lugar donde Arias Pérez encerró al futuro rey Alfonso VII en el desaparecido castillo.

Pactó con Enrique de Borgoña, conde de Portugal, una alianza para proteger al joven soberano frente a León y Castilla. Inició una acción de encarcelamiento de los nobles que no reconocían a su protegido. Solamente Arias Pérez consiguió una importante libertad de movimientos, hasta el punto de raptar el rey niño y encerrarlo en Pena Corneira. Arias Pérez, sin embargo, estaba solo y tuvo que pactar la liberación del rey niño a cambio de su propia libertad.
Vistos los riesgos que se corrían, Pedro Froilaz llegó a establecer una alianza con el poderoso obispo de Santiago Diego Gelmírez, con el objetivo de coronar solemnemente a Alfonso Raimúndez y consolidar su soberanía sobre el Reino de Galicia. De hecho, el 17 de septiembre de 1111 el rey niño fue coronado con toda la honra de un joven monarca en la catedral compostelana, en presencia sumisa de todos los magnates del Reino de Galicia.

## Caudillo y mayordomo real
Pedro Froilaz pasó entonces de ayo a mayordomo real; y dada la corta edad del joven monarca, a regente de los destinos de Galicia. En ese momento, entraba en crisis el matrimonio entre Urraca y Alfonso de Aragón, por lo que Pedro Froilaz se puso al frente de sus tropas para llevar a su protegido a la ciudad de León. Mas los aragoneses salieron a la altura de Astorga al encuentro de la expedición y derrotaron a las tropas gallegas en la encarnizada batalla de Viadangos. Pedro Froilaz fue hecho prisionero y tuvo que pagar un rescate por su libertad. Urraca volvería a reconciliarse con su marido, razón por la cual Gelmírez y Pedro Froilaz entendieron que era preciso un entendimiento con la reina para mantener su poder y su dominio en Galicia.
Urraca quiso hacer patente que Galicia seguía siendo uno de sus reinos y para esto buscó el reconocimiento a su figura, sin despertar oposición en los señores de la misma. En 1112, firmó un documento donando a Pedro Froilaz importantes posesiones al sur del Tambre (en el valle del río Deza y en el Salnés). Entonces, Pedro Froilaz aparecía como defensor de Urraca, en el marco de un nuevo desencuentro de la reina con su marido. Fueron las tropas gallegas las que protagonizaron el sitio de Carrión de los Condes y las que pusieron las tierras leonesas bajo el mando de la reina, quien no tardó en reconciliarse con El Batallador, y, una vez más, Diego Gelmírez y Pedro Froilaz capitanearon un ejército que persiguió a Alfonso el Batallador en Atapuerca y lo derrotó en Burgos en 1113.

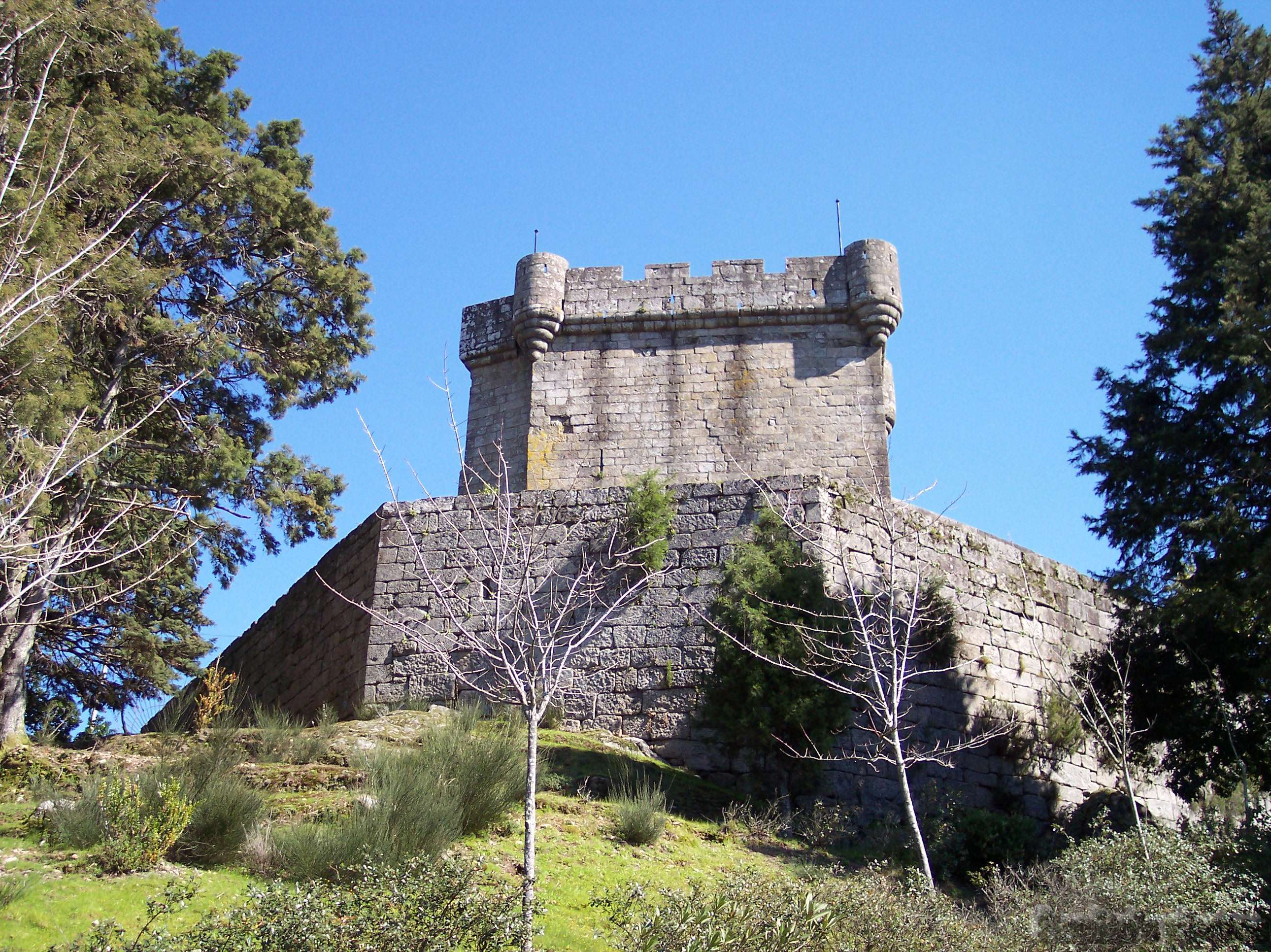
Castillo de Sobroso, donde Froilaz y Gelmírez sitiaron a Urraca.

En 1116, Pedro Froilaz y Diego Gelmírez tenían todo el reino de Galicia bajo la soberanía de Alfonso Raimúndez. Urraca procuró no perder posiciones, apareciendo en Santiago como defensora de los derechos de la burguesía de la ciudad. Pretendía ganar puntos en el punto más endeble de Gelmírez. Buscó apoyos en el sur de Galicia, pero ahí se encontró con la alianza entre los Traba y los Tareixa de Portugal. Las tropas de ambos la sitiaron en el castillo de Sobroso. Urraca consiguió escapar, y volvió a León dejando a Galicia nuevamente en manos de Gelmírez y los Traba, que a través de Fernando Pérez de Traba (el hijo de Pedro Froilaz) ampliaban su influencia hasta las tierras propiamente portuguesas, cada vez más alejadas políticamente de León.
Roto definitivamente el matrimonio entre la reina castellana y el rey aragonés, los Traba sabían que, para asegurar la sucesión de Alfonso Raimúndez en todos los reinos de la Corona leonesa, era preciso entenderse con Urraca. Trajeron nuevamente a la reina a Santiago, donde fue recibida por Gelmírez. Los burgueses se sintieron traicionados por la reina y se levantaron violentamente. Gelmírez tuvo que huir disfrazado, ascendiendo por los tejados de la sitiada catedral. Urraca fue desnudada y ultrajada en la plaza del Obradoiro. La rebelión compostelana semejaba triunfar, hasta que las tropas de Pedro Froilaz aparecieron por el Monte Pedroso, amenazando con entrar a sangre y fuego en la ciudad. Los burgueses arrepentidos pidieron clemencia.
Las consecuencias no se harían esperar: Urraca reconoció plenamente los derechos sucesorios de Alfonso Raimúndez. Pedro Froilaz lo llevó a Toledo donde, en 1117, fue reconocido como rey. En 1118, el poderoso convento de Sobrado era donado de los monjes, a Bermudo y Fernando Pérez de Traba, en clara voluntad de consolidar el apoyo del linaje de Pedro Froilaz.
En este período se produce una especie de cogobierno en Galicia entre Alfonso Raimúndez y su madre Urraca. Mas en los documentos de ambos aparece siempre como principal magnate Pedro Froilaz, figurando como Comes Gallecie o como orbem Galetiae imperante. Esta posición de supremacía seguía resultando incómoda para Urraca, que intentó un golpe encarcelando con engaño a Pedro Froilaz en 1123. El hijo de Urraca se opuso a este encarcelamiento con contundencia, hasta que consiguió su pronta liberación.
Por fin el conde de Galicia y mayordomo real del rey gallego vio a Alfonso VII coronarse también en León. La muerte de la reina Urraca dio paso a un reinado estable donde los Traba mantuvieron su preeminencia galaico-leonesa, pero fracasaron en el control del espacio portugués.

## Protector de monasterios

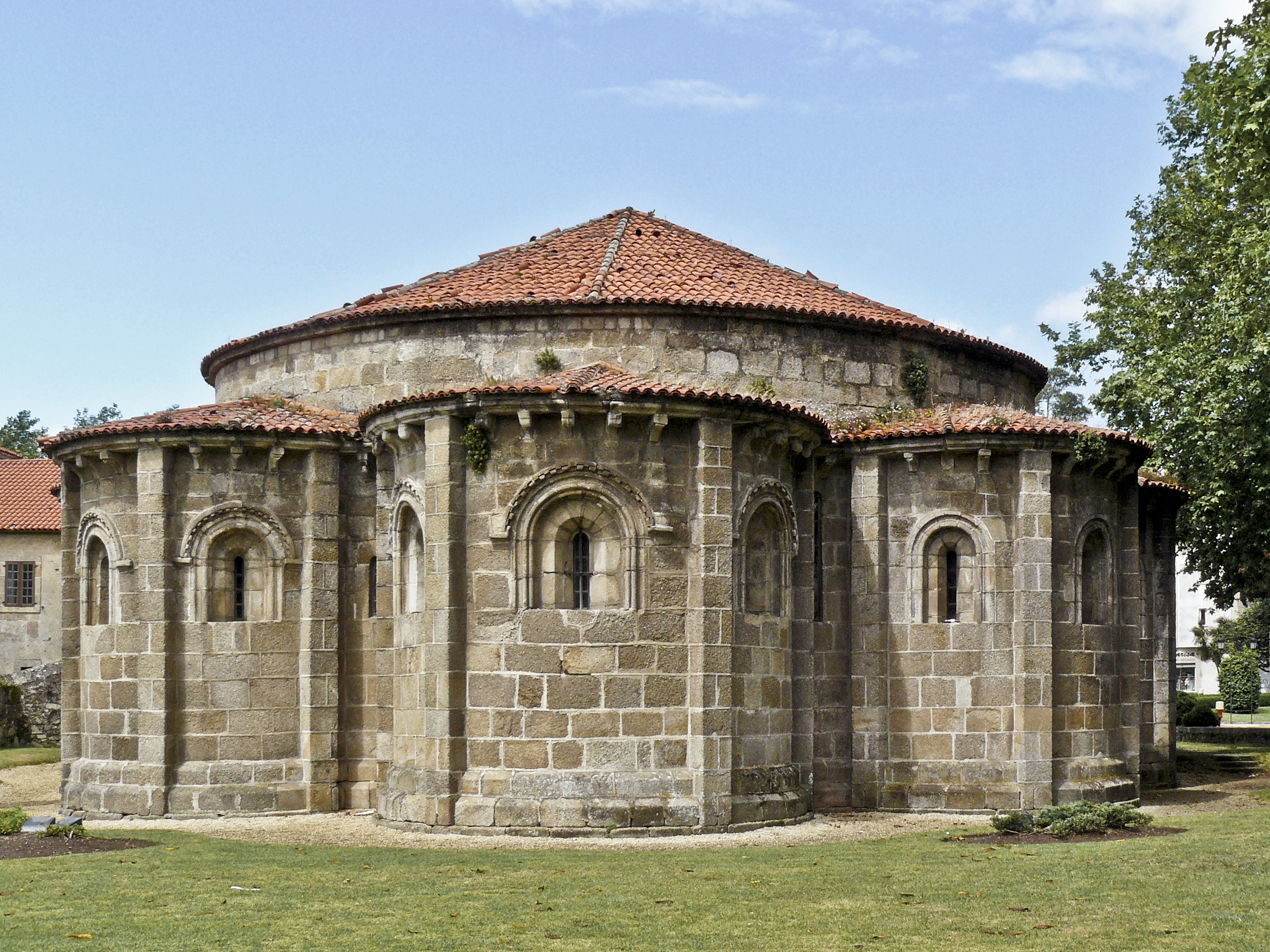
Ábsides de la iglesia del antiguo Monasterio de Cambre, hoy parroquia de Santa María.

Prototipo de caudillo medieval, su actividad guerrera se simultaneaba con el papel de favorecedor de la Iglesia y el monacato. Entre los conventos que se vieron favorecidos por Froilaz, se encuentran los de Jubia, Moraime, Sobrado de los Monjes, Sano Xoán de Sabardes (Noya), Santo Tomé, en la comarca de Bergantiños, Cambre y Caaveiro.
El convento de Cinis era de su propiedad. Cuando la comunidad femenina fue expulsada, debido a la política auspiciada por Roma de acabar con los conventos dúplices, se opuso con vehemencia y destituyó al abad y se dirigió a la sede papal, la que ordenó a Diego Gelmírez resolver la situación reconociendo los derechos de Pedro Froilaz y la vuelta de las mujeres.
En su testamento dejó villas, bienes y posesiones a las iglesias de Santiago y Mondoñedo. Está enterrado en el Panteón Real de la Capilla de las Reliquias de la catedral de Santiago.

## Matrimonios y descendencia
El conde Pedro Froilaz tuvo una numerosa descendencia. Se casó por primera vez antes de agosto de 1088 con Urraca Froilaz, hija del conde Froila Arias —hijo de Arias Tetóniz—, y de Ardiu Díaz descendiente del conde gallego Menendo González, tutor del rey Alfonso V de León, hijo del conde Gonzalo Menéndez, nieto de Hermenegildo Gutiérrez  y sobrino de San Rosendo. Urraca falleció antes de 1102. Los dominios de la pareja incluían un extenso territorio entre Noya y Ortigueira, básicamente, la parte de la provincia de La Coruña situada entre el río Tambre y el mar, de donde le viene el nombre de conde de Trastámara. Hicieron numerosas donaciones a la Iglesia y a las órdenes religiosas. De este matrimonio nacieron cinco hijos:
- Fruela Pérez de Traba,[13] muerto joven, hacia 1102.[3][14]
- Bermudo Pérez de Traba[13] (m. Sobrado, 1168). Contrajo tres matrimonios, el último con Urraca Enríquez de Portugal, hija de Enrique de Borgoña y Teresa de León.[15][13]
- Fernando Pérez de Traba (m. 1155),[16] continúa el linaje.
- Jimena Pérez de Traba. No se sabe nada de su vida salvo que en 1114 donó a la Catedral de Santiago de Compostela su parte en varios monasterios gallegos.[13]
- Lupa Pérez de Traba (m. después de 1157), casó con Munio Peláez, conde en Monterroso.[16]  Después de enviudar, profesó como religiosa en el monasterio de San Cristóbal de Dormean que había fundado.[17]

El conde Pedro Froilaz casó en segundas nupcias el 6 de mayo de 1105, con Mayor Rodríguez, cognomento Gontrodo, hija del conde Rodrigo Muñoz y de Teresa, con la que tuvo ocho hijos, todos ellos documentados.  Mayor falleció después del 6 de junio de 1129.
- Elvira Pérez de Traba,[13] esposa del conde Gómez Núñez de Pombeiro, con descendencia.[19][20]
- García Pérez de Traba, conde, casado con Elvira Pérez de Lara, hija del conde Pedro González de Lara y la reina Urraca I de León, con descendencia.[15][17][d] Debió fallecer alrededor de 1130.[22]
- Ilduara Pérez de Traba, casada con Arias Pérez de Deza, señor de los castillos de Lobeira y Pena Corneira.[23]
- Rodrigo Pérez de Traba el Velloso,[13] conde y alférez real,[24] se casó con Fronilde Fernández, hija del conde Fernando Núñez de Pombeiro y Mayor Rodríguez. Con descendencia.[7]
- Sancha Pérez de Traba,[13] se casó con el magnate y alférez real García García de Aza, hijo del conde García Ordóñez.
- Toda Pérez de Traba,[13] su primer matrimonio fue con el conde Gutierre Bermúdez, hijo del conde Bermudo Ovéquiz y la condesa Jimena Peláez. Fueron padres de Vela Gutiérrez.
- Urraca Pérez de Traba.[13]
- Velasco Pérez de Traba[13] Poco se conoce de su vida. Fue conde y gobernador en tierras de Limia.[7]

Según el historiador portugués, José Mattoso, es posible que fuera de matrimonio el conde Pedro tuviese un hijo llamado Fernando Pérez Captivo, genearca del linaje de los Soverosa, padre de Vasco Fernández de  Soverosa, el padre de Gil Vázquez de Soverosa. La filiación de Fernando Pérez Captivo ha sido aclarada por la medievalista Inés Calderón Medina que, basándose en la documentación medieval, propone que Fernando Pérez Captivo fue hijo de Pedro Peláez.